# Внешняя политика Германии
Федеративная Республика Германии (ФРГ) — центрально-европейское государство, являющееся членом Европейского Союза, G7, G20, Организации экономического сотрудничества и развития и Организации североатлантического договора. ФРГ поддерживает дипломатические отношения более чем со 190 странами. Германия также оказывает экономическую помощь на двусторонней основе ряду государств, но число стран-получателей сократилось со 119 в 1998 году до 57 в 2008 году.

## Внешняя политика Германии в период Холодной войны

### Внутриполитическая борьба в ФРГ по вопросам внешней политики
В период с 1949 по 1969 года консервативные партии ХДС/ХСС взяли курс на демилитаризацию и все большую ориентацию на Запад в вопросах обеспечения безопасности ФРГ. Идеи об объединение Германии отошли на второй план. Этот внешнеполитический курс К. Аденауэра был поддержан основными союзниками ХДС/ХСС по коалиции — Немецкой партией и СвДП.
СДПГ не поддерживали внешнеполитический курс правящей коалиции во главе с ХДС/ХСС. Так, социал-демократы в начале 50-х годов призывали к серьезному обсуждению предложений СССР и ГДР по вопросам объединения Германии, чему СДПГ придавали особое значение, так как одной из заявленных целей этой партии являлось именно достижение единства страны. Кроме того, СДПГ выступала против ремилитаризации ФРГ, отклоняя перевооружение и введение воинской повинности в любой степени. Несмотря на то, что антикоммунистическая риторика внутри партии набирала обороты, в СДПГ были уверены, что антикоммунизм и антисоветизм не является поводом для восстановления военной мощи ФРГ.
Коммунистическая партия Германии, которая была также представлена в Бундестаге первого созыва, взамен ремилитаризации предлагала создать мирное немецкое государство.
После вступления ФРГ в НАТО в 1955 году, правительство К. Аденауэра решило снабдить развертываемый бундесвер атомным оружием, что обозначило новый этап политических дискуссий в ФРГ по вопросам внешней политики. СДПГ, сохранившая антимилитаристические установки, восприняла это решение неоднозначно, хотя активность партии в политических дискуссиях была не столь велика как раньше. Основной причиной такой позиции СДПГ стала назревающая смена политической программы, которая в итоге оказалась очень близка по политическим установкам к программе ХДС/ХСС. Основным оппонентом ХДС/ХСС в вопросе приобретения ядерного оружия стала СвДП. Такое поведение партийных деятелей СвДП было вызвано тем, что ещё в 1956 году партия вышла из правящей коалиции из-за ссоры с К. Аденауэром по ряду вопросов внутренней политики.
В период разрядки международной напряженности, новые политические столкновения внутри ФРГ были вызваны внешнеполитическим курсом правительственной коалиции СДПГ и СвПГ. Важнейшие аспекты внешней политики нового правительства заключались в неизменности «западной» ориентации ФРГ, верности НАТО и союзу с США, а также в поддержке идеи расширения и укрепления ЕЭС. Также правящая коалиция выступала за нормализацию отношений между Западом и Востоком, что отвечало «духу того времени». Первые годы пребывания в оппозиции ХДС/ХСС посвятил борьбе против договоров с социалистическими странами. Сопротивляясь назревшей необходимости разрядки в отношениях между Западом и Востоком, ХДС/ХСС существенно начали терять популярность в ФРГ в этот период времени, в результате чего ХДС/ХСС в итоге признали необходимость политики СДПГ и СвПГ для самой ФРГ.
С обострением международной ситуации в конце 70 — начале 80-х годов, внутриполитическая борьба по вопросам внешней политики претерпела изменения. В отличие от предыдущих больших дебатов по вопросам внешней политики, которые проводились между партиями, единого политического мнения в этот период времени не было даже внутри самих партий. Так, СДПГ разделились на милитаристов и тех, кто выступал против размещения ракет на территории Германии. У политического партнера СДПГ по коалиции, СвДП, также не было единогласной позиции по этому вопросу внутри партии. В большей степени, однако, либералы склонялись к консерваторам из ХДС/ХСС.

## Публичная дипломатия
Разные германские фонды активно продвигают изучение за рубежом немецкого языка и культуры. Активно осуществляется студенческий обмен. В 2011 году в Германии обучались 6204 студентов с Украины, 2602 студента из Вьетнама, 2400 студентов из Бразилии.

## Экономическая помощь слаборазвитым странам
Германия активно оказывает помощь слаборазвитым государствам. Например, в 2010 году по госпрограммам «Финансовое сотрудничество» и «Техническое сотрудничество» были выделены 108,2 млн евро Албании, 107,5 млн евро Боснии и Герцеговине, 33,0 млн евро Косово, 1 млн евро Македонии, 3 млн евро Хорватии.

## Участие бундесвера в миротворческих миссиях
Германия не имеет права принимать участия в захватнических войнах. Её вооруженные силы стоят на защите суверенитета и целостности Германии. Лишь с недавнего времени бундесвер принимает участие в различных мероприятиях, направленных на поддержание мира. Это производится с согласия бундестага. Германия принимала и принимает участие в разрешении следующих конфликтных ситуаций:
- 1992—1996 — Операция SHARP GUARD с применением военных кораблей и самолетов-разведчиков в Адриатическом море против бывшей Югославии;
- 1993 — Операция сил ООН в Сомали UNOSOM II;
- с 1999 — Война НАТО против Югославии (на данный момент KFOR);
- с 2002 — Миротворческая миссия ISAF в Афганистане;
- с 2002 — Операция Active Endeavour с участием военно-морского контингента в прибрежных водах Восточной Африки и Средиземного моря;
- с 2005 — операция UNIFIL, миротворческие силы ООН размещённые в южном Ливане, на границе с Израилем.
- с 2008 — Операция ATLANTA для борьбы с пиратами в зоне Сомали.